# Июльская революция в Египте
Июльская революция (араб. ثورة 23 يوليو‎, также известная как военный переворот 1952 года, араб. انقلاب 1952‎) — военный переворот в Египте, в результате которого была упразднена монархия и провозглашена республика, осуществлённый 23 июля 1952 года членами радикального «Движения свободных офицеров» во главе с Гамалем Абделем Насером. Военный переворот спровоцировал начало революционной волны в арабском мире и способствовал усилению деколонизации и развитию солидарности стран Третьего мира во время Холодной войны.
Хотя первоначально «Движение свободных офицеров» было сосредоточено против правления короля Фарука, у путчистов были более широкие политические амбиции. В первые три года после переворота «Движение свободных офицеров» предприняло действия, направленные на отмену конституционной монархии и ликвидацию аристократии, создание республики, прекращение британского влияния на страну и обеспечение независимости Судана (ранее управлявшегося как кондоминиум Египта и Великобритании). Военное правительство приняло стойкую националистическую, антиимпериалистическую повестку, которая стала выражаться главным образом в арабском национализме и участии в международном движении неприсоединения.
В итоге Египет переориентировался на сотрудничество с социалистическими странами. Благодаря безвозмездной помощи стран Восточного блока в Египте произошла модернизация сельского хозяйства, реформа армии по советским стандартам, были реализованы масштабные программы индустриализации, что привело к строительному буму в области инфраструктуры и ускорению процессов урбанизации.
К 1960-м годам арабский социализм стал главной идеологией государства, превратив Египет в централизованную плановую экономику, весь частный бизнес и иностранные инвестиции были запрещены. Официальный страх перед контрпереворотом, борьба с влиянием западных ценностей, внутренний религиозный экстремизм, деятельность коммунистов и борьба с Израилем – всё это приводилось в качестве причин, вынуждающих к суровым ограничениям в области гражданских прав и свобод, запрету иных политических партий, полной цензуре в СМИ и жестоким репрессиям против несогласных. Это всё превратило Египет в авторитарное государство во главе с Абдель Насером, который стал полновластным хозяином государства, с мощным репрессивным аппаратом, значительно более обширным, чем при монархии.
Успех переворота вдохновил многочисленные арабские националистические движения в других странах, таких как Алжир, Ливия, Сирия и Ирак (достаточно часто перевороты и революции происходили благодаря непосредственному вмешательству египетских спецслужб).
В Египте 23 июля — официальный праздник.

## Предпосылки переворота

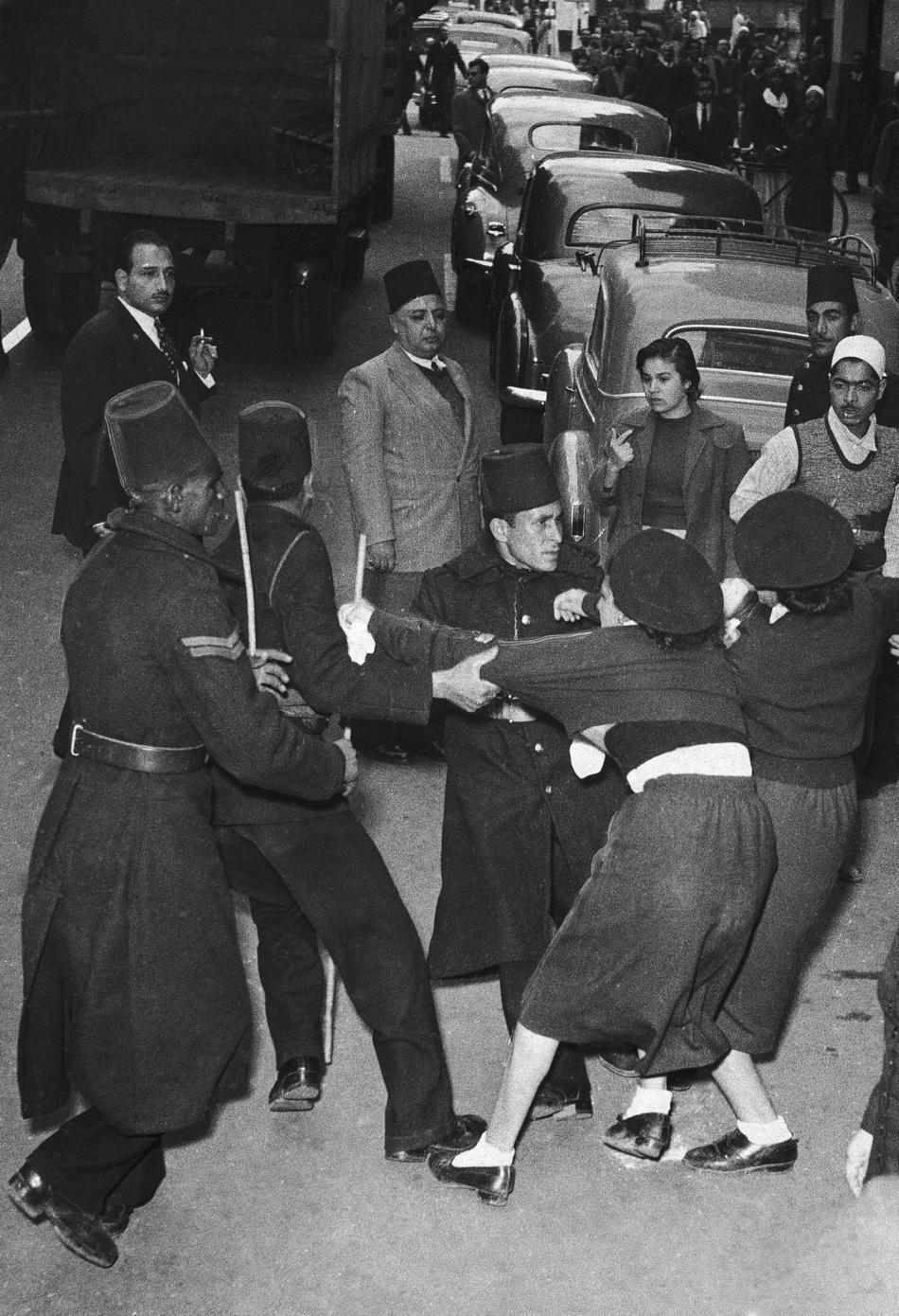
Египетская полиция пытается задержать женщин, блокирующих вход в британский банк, во время антибританских манифестаций в Каире.

### Предыстория
История Египта в течение XIX-го и начала XX-го веков определялась совершенно разными правителями династии Мухаммеда Али сменявших друг друга и постепенно усиливающимся вмешательством в египетские дела великих европейских держав, особенно Британской империи. С 1805 года Египет пережил период быстрой модернизации при Мухаммеде Али-паше, который объявил себя полновластным хозяином Египта предав своего сюзерена, османского султана. В течение нескольких десятилетий Мухаммед Али, благодаря помощи европейских специалистов (особенно французов), превратил Египет из заброшенной османской провинции в фактически независимое государство, которое временно соперничало даже с самой Османской империей за господство в Восточном Средиземноморье и Леванте. Однако к концу своего правления Мухаммед Али начал сворачивать часть своих же реформ, а после его смерти судьба Египта стала переменчивой, так его преемник Аббас I Хильми сворачивал его нововведения, а Мухаммед Саид-паша наоборот пытался продолжать реформы, кроме того при нём удалось достигнуть соглашения с французами о строительстве Суэцкого канала.
Его преемник Исмаил-паша желал войти в историю как один из величайших правителей Египта наравне со своим покойным дедом, для этого он предпринял масштабные программы модернизации в различных сферах государства и кампании военной экспансии в Судане и Восточной Африке. Однако его правление закончилось полным провалом, из-за крайне непродуманной экономической политики в Египте случился дефолт, пытаясь спасти положение, Исмаил продал акции Египта на Суэцкий канал, около 50%, британцам, что лишило Египет мощного источника дохода, добив Египет в экономическом плане. Продажа канала всего через несколько лет после его строительства, где, по разным оценкам, погибло чуть ли не 80 000 египтян, была расценена как национальное унижение, особенно потому, что Исмаил документально предоставил Британской империи определённые права для внутреннего вмешательства в египетские дела. А вскоре Исмаил-паша вообще лишился трона и умер нелепой смертью, попытавшись выпить в один присест две бутылки шампанского. После него к власти пришёл его старший законный сын Тауфик-паша, получив от своего родителя в наследство страну-банкрот он пытался выплатить долги своего отца, но он не нашёл понимания у своих подчинённых, которые устроили восстание во главе Ораби-пашой в 1881 году захвативших власть в государстве. Ораби происходил из крестьянской семьи, и его продвижение по военной службе, несмотря на его скромное происхождение, стало возможным благодаря реформам Исмаила, реформам, которые, по его мнению, подвергались нападкам со стороны Тауфика. Перспектива революционной нестабильности в Египте, отказ выплачивать долги по иностранным займам и предполагаемая опасность для Суэцкого канала побудили Британскую империю, с молчаливого одобрения других великих держав, к военному вмешательству в поддержку Тауфика начав англо-египетскую войну.
Хотя юридически Египет был самоуправляющимся вассальным государством Османской империи, он был фактически независим с 1805 года, со своей собственной наследственной монархией, военной, правовой системой, валютой и колонией (главным образом Судан). Короткая англо-египетская война не изменила его юридический статус, однако фактически Египет стал британской колонией. В последующие годы Британия укрепляла свои политические и военные позиции в Египте, а затем и в Судане, причём британский верховный представитель в Каире обладал большей властью, чем хедив. В 1899 году Британия фактически отобрала контроль над Суданом у Египта, хотя де-юре это было совместное владение. Британцы вывозили огромное количество культурного наследия к себе в метрополию, экономически эксплуатировали Египет исходя из своей выгоды, меняли правителей Египта так как им это заблагорассудится, кроме того британские поданные были неприкасаемы для египетских законов.
После вступления Османской империи в Первую мировую войну в составе Четверного союза в 1914 году Британия официально аннексировала Египет у турок, после чего в Египте был восстановлен султанат. По сути, султанат Египет находился под таким же контролем британцев, как и ранее. Растущее национальное недовольство египтян вседозволенностью британцев привело к Египетской революции 1919 года, что побудило последних признать независимость Египта в 1922 году в качестве королевства.
Во время Второй мировой войны Египет был главной базой союзников в Североафриканской кампании. Египет оставался официально нейтральным до последних дней войны, однако его территория стала активно использоваться как поле битвы между союзниками и нацистами. В 1942 году произошёл очень серьёзный инцидент, всё началось с того, что молодой король Фарук I отказался подчиняться требованиям англичан после чего британскими военными был окружён дворец Абдин, они ультимативно потребовали от короля назначить другого премьер-министра, вместо того, что победил на парламентских выборах, в противном случае дворец вместе с королевской семьёй должен был быть уничтожен из британских танков и артиллерии. Хотя офицеры египетской армии, в том числе Мохаммед Нагиб, призывали Фарука оказать сопротивление, готовность британских танков и артиллерии начать огонь по королевскому дворцу вынудило короля сдаться. Капитуляция Фарука перед британцами подорвала доверие населения к монархии и убедила многих египетских националистов в том, что только свержение династии Мухаммеда Али может положить конец вседозволенности британцев в Египте.
После войны британская политика по-прежнему была сосредоточена на контроле над Суэцким каналом, который был жизненно важен для имперской торговли. Продолжающееся присутствие британских войск на египетской территории разжигало националистические и антимонархические настроения. Это усугубилось поражением в войне за независимость Израиля 1947–1949 годов. Националисты, особенно в армии, обвинили короля Фарука в поражении. Более того, несмотря на патриотические убеждения Фарука, о чём свидетельствует его прежнее неповиновение британцам, его плохое управление делами страны и предполагаемая коррупция рассматривались как способствующие продолжению британской оккупации. Эти факторы привели к широко распространённым обвинениям в коррупции в адрес короля и его двора.
На этом этапе арабские националисты в армии начали объединяться в оппозицию монархии и британцам. Движение «Свободные офицеры» было сформировано группой офицеров, настроенных на радикальные перемены, его поддерживали СССР и США, заговорщики же сосредоточилось вокруг молодого офицера по имени Гамаль Абдель Насер. «Свободные офицеры» завербовали известного героя арабо-израильской войны генерала Мохаммеда Нагиба в качестве своего лидера, чтобы привлечь больше военных.
Зимой 1951–1952 годов местные полицейские начали защищать и поощрять нападения федаинов на британские власти в Каире, Александрии и Суэце. После отражения особенно разрушительного нападения на британские суда и сооружения близ Исмаилии, в результате которого погибло несколько британских солдат, британские войска выследили федаинов в городе. 25 января 1952 года британские военные обнаружили, что федаины спрятались в местном полицейском участке. Британский офицер попытался договориться о сдаче федаинов, однако переговорщик был убит. В ответ британские силы атаковали полицейский участок в Исмаилии убив пятьдесят египетских полицейских и ранив около ста из них. В Египте пришли в ярость от такого.
Впоследствии ячейки движения «Свободные офицеры» инициировали беспорядки в Каире, которые привели к поджогам. Без работы со стороны местных пожарных команд эти поджоги ещё больше провоцировали беспорядки. Американские и советские газеты рекламировали этот инцидент по всему миру как «Каирские пожары» и предположили, что они рассматриваются как ещё одно свидетельство начала конца монархии.
На следующий день, 26 января 1952 года («Чёрная суббота»), разразилось то, что многие египтяне называют второй революцией (первой была египетская революция 1919 года). Король Фарук отправил в отставку правительство Мустафы Нахаса-паши и в тот же день объявил военное положение.
В последующие месяцы трём политикам было поручено сформировать правительство, каждое из которых оказалось недолговечным: Али Махир (27 января – 1 марта), Ахмад Нагиб аль-Хиляли-паша (2 марта – 29 июня и 22–23 июля) и Хусейн Сирри-паша (2–20 июля). Эти «министерства спасения», как их называли, не смогли остановить скатывание страны в пропасть. Коррупция оставалась повсеместной, несмотря на попытки сменявших друг друга премьер-министров навести порядок в своих политических структурах.
В армии ощущались всплески недовольства, и в январе 1952 года оппозиционные офицеры, поддерживаемые «Свободными офицерами», получили контроль над правлением офицерского клуба. 16 июля король отменил эти выборы, назначив вместо них своих собственных сторонников в попытке восстановить контроль над армией.
Изначально организация радикально настроенных военных «Свободные офицеры», во главе которых стоял председатель исполкома этой организации подполковник Гамаль Абдель Насер, планировала совершить переворот 5 августа, однако состав группы заговорщиков был раскрыт правительству службой безопасности Египта, об этом группе сообщил генерал Нагиб 19 июля. Опасаясь ареста, Насер решил сместить короля 23 июля.

### Причины путча
Среди основных причин, приведших к перевороту можно выделить:
- Сильное экономическое расслоение в обществе;
- Резкая пробританская ориентация королевского правительства;
- Коррупция в госаппарате;
- Поражение в войне против Израиля в 1948—1949 годах.

В своём заявлении, которое Нагиб передал королю Фаруку 26 июля после его отречения, он кратко изложил причины мятежа военных:

Учитывая то, что страна пережила в недавнем прошлом, полную пустоту, царящую во всех уголках в результате вашего ужасного поведения, ваших игр с конституцией и вашего презрения к нуждам народа, никто не может быть уверен в жизни, средствах к существованию и чести. Репутация Египта среди народов мира была подорвана в результате ваших эксцессов в этих областях до такой степени, что предатели и взяточники находят защиту в вашей тени в дополнение к безопасности, чрезмерному богатству и многим расточительствам за счёт голодного и обедневшего народа. Вы проявили себя во время и после войны в Палестине в коррупционных скандалах с оружием и вашем открытом вмешательстве в суды, пытаясь фальсифицировать факты дел, тем самым поколебав веру в правосудие. Поэтому армия, представляющая власть народа, уполномочила меня потребовать, чтобы Ваше Величество отреклись от престола в пользу Его Высочества наследного принца Ахмеда Фуада, при условии, что это будет сделано в установленное время 12 часов дня сегодня (суббота, 26 июля 1952 года, 4-й день Зуль-Каада, 1371), и что вы покинете страну до 6 часов вечера того же дня. Армия возлагает на Ваше величество бремя всего, что может возникнуть в результате вашей неспособности отречься от престола в соответствии с пожеланиями народа.

Руководство королевства считалось коррумпированным, а его элиты считались либо слишком некомпетентными и боязливыми, чтобы противостоять Британии, либо активно пробританскими. Более того, роскошный образ жизни этих же представителей элиты казался провокационным движению «Свободных офицеров», большинство из которых были выходцами из простых консервативных семей. Политика правительства дополняла образ египетского государства как марионетки в руках британского правительства. Это общее чувство недовольства высшими эшелонами египетского общества распространилось на крупные национальные институты, такие как дворец, полиция, парламент и основные политические партии.
В дополнение к обвинениям в антибританских настроениях, в документе ЦРУ от 23 июля 1952 года говорилось, что недовольство в армии коррупцией в высшем командовании началось в 1948 году после обнаружения скандала с оружием во время войны в Палестине. В документе не перечисляются причины оружейного скандала. Проигрыш войны 1948 года в Палестине привёл к тому, что свободные офицеры обвинили в этом короля и усилили это чувство среди египетского народа. Напряжённость в отношениях между военными и монархией привела к смещению и аресту главнокомандующего вооружёнными силами Хайдара-паши, начальника штаба Харида-паши и других высокопоставленных офицеров. Однако со временем скандал утих, и король смог в конце концов вновь назначить Хайдара и Харида на их старые должности.

## Хроника революционных событий
В 1952 году капитан Ахмед Хамруш служил в Александрии, где занимался пропагандой среди египетских войск, в которых ещё не улеглись страсти вокруг поражения Египта в первой арабо-израильской войне. Хамруш одним из первых вступил в организацию «Свободные офицеры», где вместе с Насером, Халедом Мохи эд-Дином, Салахом Салемом, Хамди Убейдом, Ахмедом Фуадом и Абдель Рахманом Аннаном занимался написанием и распространением листовок.
- 21 июля 1952 года, накануне выступления «Свободных офицеров», к Хамрушу пришли братья Насера Шауки и Эзз эль-Араб Абдель Насеры и сообщили, что он, как представитель александрийского гарнизона, срочно вызывается с Насером в Каир за инструкциями.
- Вечером 22 июля, около 17.30, Насер на своём чёрном «Остине» подъехал к ожидавшему его на улице Хамрушу в сопровождении Камаля ад-Дина Хусейна и двух офицеров. Он сообщил, что этой ночью армия произведёт переворот и выдвинет требования к королю Фаруку. Для Хамруша эта новость была полной неожиданностью, тем более, что в среде ХАДЕТУ[англ.] не поддерживали идею военного переворота, а придерживались теории народной революции[13][14].

Насер поставил задачу начать мобилизацию лояльных «Свободным офицерам» частей армии в «летней столице» страны, где находились на отдыхе король Фарук и правительство, обеспечить контроль над районом, не приводя в движение войска и не допустить конфликтов между гарнизонами Александрии и Каира. Однако капитан Ахмед Хамруш, прежде, чем выехать в свой гарнизон, поставил в известность о готовящемся выступлении коммуниста Ахмеда Фуада, будущих членов Совета революционного командования (СРК) майора Халеда Мохи эд-Дина и подполковника Юсефа Седдыка, а также генерального секретаря ХАДЕТУ Сейида Сулеймана Рифаи (Бадра). Было принято решение, что марксисты поддержат переворот. Уже в полночь Хамруш прибыл в Александрию и сразу же направился во 2-й прожекторный полк, а затем из штаба округа дал сигнал командирам частей прибыть в их расположения.
В Александрии, в отличие от Каира, не стали прибегать к арестам, но до утра обстановка оставалась неопределённой, так как лояльные королю офицеры, находясь свободными в своих частях, не знали, что им предпринять.
- 22 июля 1952 года на квартире майора Халеда Мохи эд-Дина состоялось последнее совещание перед переворотом, ставшим началом Египетской революции. Член СРК майор Халед Мохи эд-Дин отвечал за захват стратегического района Аббасия — Гелиополис, где находились армейские казармы[17].

В Кавалерийском управлении армии, ведавшем бронетанковыми частями, за операцию кроме майора Халеда Мохи эд-Дина отвечали также подполковники Хусейн аль-Шафеи и Сарват Окраша, которые руководили действиями бронетанковых подразделений в районе аэродрома Эль-Мазы и в Аббасии. Бронетанковый батальон Халеда Мохи эд-Дина должен был занять позицию у въезда в Гелиополис близ кинотеатра «Рокси».

Мохи эд-Дин так вспоминал события той ночи: 
«В ту памятную ночь я должен был поднять мотомеханизированный батальон и захватить важные объекты в районе Аббасия — Гелиополис. Солдаты знали меня, и потому не стоило большого труда уговорить их действовать. Я сказал им: „Солдаты, наша родина в трудном положении. В эти критические минуты Совет руководства революцией поручает нам выполнить свой долг“. Этого оказалось достаточно, чтобы батальон дружно выступил под командованием своего офицера. Однако, в казарме появился офицер, который мог испортить всё дело. Пришлось арестовать его. Жребий был брошен. Я приказал солдатам занять указанные Насером объекты, мы захватили их почти без сопротивления». 
- В ночь с 22 на 23 июля 1952 года в Каир вошли войска, блокировав все правительственные учреждения.
- Уже в 7:30 утра 23 июля по радио прозвучало коммюнике генерал-майора Мохаммеда Нагиба, в котором говорилось, что «продажное» правительство свергнуто. Насер и Мохи эд-Дин вместе составляли текст первого обращения к нации. Коммюнике зачитал подполковник Анвар Садат. Руководил путчистами Совет революционного командования Египта (9 офицеров, подполковники и майоры. В их числе Гамаль Абдель Насер, Абдель Хаким Амер, Анвар Садат).

Когда утром 23 июля Анвар Садат зачитал по радио Манифест «Свободных офицеров», весь александрийский гарнизон дружно выразил поддержку и присоединился к движению. Хамруш отмечал, что «нигде не произошло ни одного враждебного выступления». Среди поддержавших усилия Хамруша офицеров кроме братьев Насера был и будущий военный атташе в Аммане Салах Мустафа. Из Каира поступило распоряжение не предпринимать активных действий, и только во второй половине дня 23 июля Насер и генерал Мохаммед Нагиб позвонили Хамрушу, выслушали доклад о том, что в Александрии всё спокойно, и дали указание задержать командующего Пограничной охраной генерала Хусейна Серри Амера, намеревавшегося бежать в Ливию.
- 23 июля, вечер — 51-летний генерал-майор Мохаммед Нагиб, командующий Южным военным округом и член организации «Свободные офицеры», получил от короля пост главнокомандующего армией[22]. Король Фарук ещё надеялся на военную помощь США, однако вскоре был схвачен, принуждён к отречению и выслан из страны. Королевский престол перешёл к его сыну-младенцу.
- 26 июля 1952 года «Свободные офицеры» во главе с генералом Мохаммедом Нагибом участвовали в Александрии в церемонии проводов в эмиграцию короля Фарука. Мохи эд-Дин вспоминал, что король уверял лидеров революции, что сам намеревался провести преобразования, ради которых они свергли его режим[23].

## Дальнейшие действия путчистов
- 12 августа 1952 года — ожидания в народе немедленных реформ привели к бунтам рабочих в Кафр-Давар, в результате чего новыми властями было вынесено два смертных приговора.
- 15 августа 1952 года — Совет революционного командования Египта возглавил генерал-майор пехоты Мохаммед Нагиб. Его заместителем в СРК назначался Гамаль Абдель Насер.

После прихода «Свободных офицеров» к власти на одном из первых заседаний СРК было внесено предложение о привлечении экспертов для разработки планов политических и экономических преобразований. Насер поддержал его и список экспертов было поручено составить экономисту Ахмеду Фуаду, придерживавшемуся марксистских взглядов. К разработке проектов реформ, в том числе и аграрной, были также привлечены марксисты Рашид аль-Баррави и Абдель Разик аль-Саннури.
- 7 сентября 1952 года генерал Мохаммед Нагиб сформировал новое правительство, что означало уже формальную передачу государственной власти от премьер-министра Али Махира, назначенного 23 июля свергаемым королём, в руки «Свободных офицеров»[26].
- 9 сентября 1952 года был издан закон об аграрной реформе. Латифундии ограничивались 126 гектарами. Остальные земли конфисковывались и распределялись между безземельными и малоземельными крестьянами. Земли королевского дома были конфискованы без компенсации. Также ограничивалась земельная рента.
- Египет после Июльской революции 1952 года признал право суданского народа на самоопределение.
- 15 января 1953 года — аресты по обвинению в участии в заговоре офицеров артиллерии (среди арестованных капитан Ахмед Хамруш)[27]. Насер вступил в открытый конфликт с египетскими коммунистами и начал аресты членов ХАДЕТУ — коммунистической организации «Демократическое движение за национальное освобождение», её армейской секции. Имеющий тесные связи с членами ХАДЕТУ член СРК Халед Мохи эд-Дин сохранил свои позиции в Совете революционного командования, в отличие от другого члена Совета — марксиста Юсефа Седдыка, который принципиально подал в отставку и был отправлен в эмиграцию[28]. Пользуясь поддержкой Насера, Мохи эд-Дин выступал против смертной казни для арестованных после событий 15 января, независимо от того, придерживались они левых, или правых взглядов. Благодаря его позиции не была применена смертная казнь к артиллерийским офицерам, арестованным по обвинению в реакционном заговоре[29].
- 17 января 1953 года Нагиб, как главнокомандующий вооружёнными силами, издал манифест о роспуске всех политических партий, конфискации их фондов и трёхлетнем «переходном периоде»[30].
- 10 февраля 1953 года была опубликована временная конституция Египта, которая должна была действовать в переходный период[31].

Ключевые должности в правительстве республики с лета 1953 заняли лидеры «Свободных офицеров».
- 18 июня 1953 года — в стране установлена республика. Первым президентом назначается глава правительства генерал-майор Мохаммед Нагиб. Насер стал заместителем премьер-министра. Однако сразу же проявились противоречия Насера с Нагибом. Гамаль выступал против существования парламента, генерал Нагиб — за.
- 25 февраля 1954 года Совет революционного командования сместил президента Египта генерала Нагиба со всех постов и поместил его под домашний арест. Премьер-министром был назначен Насер.
- В пятницу 26 февраля офицеры кавалерийских войск потребовали немедленного возвращения Нагиба на его посты и «восстановления демократии». Попытка Насера, ставшего премьер-министром, уговорить их принять политические изменения, не привела к успеху, и он уехал из кавалерийских казарм на совещание Совета революционного командования убеждённым в неизбежности военного переворота, который вот-вот совершат кавалерийские и бронетанковые части.

Тем временем Халед Мохи эд-Дин проводил пятницу как традиционный для мусульман выходной и не подозревал о выступлении своих сослуживцев. Ахмед Хамруш: 
«В здании Совета революционного командования Халед Мохи эд-Дин прибыл после того, как, возвратившись домой из кинотеатра поздно вечером, узнал, что его вызывают в СРК. Члены СРК сидели с хмурыми лицами, и в них он прочёл неприязнь. О том, что происходило в кавалерийских казармах, он не подозревал».
Но Насер предложил вернуть Нагиба и назначить Мохи эд-Дина премьер-министром, чтобы тот принял срочные меры по восстановлению конституционной жизни в Египте. Мохи эд-Дин стал протестовать против ухода в отставку других членов СРК, но Насер не изменил решения. Абдель Хаким Амер согласился остаться на посту главнокомандующего, а Камаль ад-Дин Хусейн настоятельно просил Мохи эд-Дина «не превращать страну в коммунистическую», после чего Совет одобрил предложения Насера.
Состоявшее из пяти пунктов решение Совета революционного командования едва не изменило историю Египта. Генерал Нагиб возвращался на пост президента страны, которая становилась парламентской республикой, Халед Мохи эд-Дин назначался премьер-министром, который формировал переходное правительство на срок в 6 месяцев и проводил выборы в Учредительное собрание, СРК распускался, а его члены возвращались в свои воинские части.
- На рассвете 27 февраля Насер и Мохи эд-Дин привезли декрет СРК в кавалерийские казармы, где решения были встречены с нескрываемым восторгом. Затем Халед Мохи эд-Дин вместе с майором Шамсом Бадраном направился домой к Мухаммеду Нагибу и сообщил ему о возвращении на посты.

Однако так называемый «второй эшелон» «Свободных офицеров» не поддержал решения о возвращении армии в казармы. Начальник военной полиции подполковник Ахмед Анвар, имевшие влияние в военно-воздушных силах подполковники Вагих Абаза и Али Сабри, капитаны Камаль Рифаат (ставший впоследствии вице-президентом ОАР), Хасан ат-Тухами и другие подняли свои части и взяли под контроль ситуацию в Каире. Вооружённые офицеры заполнили штаб-квартиру СРК, двое из них попытались напасть на Мохи эд-Дина, когда тот вернулся от Нагиба, но его защитили члены СРК Абдель Хаким Амер и Гамаль Салем. Напротив кавалерийских казарм, уже блокированных мотомеханизированным батальоном, установили противотанковые орудия, туда же была направлена поднятая Али Сабри авиация. Капитан Камаль Рифаат по своей инициативе арестовал президента Нагиба и демонстративно доложил об этом Амеру. Было ясно, что вчерашнее решение Насера невыполнимо.
- В полдень 27 февраля 1954 года члены распущенного СРК собрались на совещание. На нём Салах Салем, Гамаль Салем, Хасан Ибрагим, Камаль ад-Дин Хусейн и Анвар Садат в один голос предложили вывести Халеда Мохи эд-Дина из состава Совета и арестовать его. Затем кто-то предложил сослать его в Мерса-Матрух, Абдель Хаким Амер предложил высылку за пределы Египта.

Только Абдель Латиф аль-Богдади заступился за Мохи эд-Дина, заявив: 
«Халед не скрывал от нас своих взглядов. О том, что его взгляды отличны от наших, нам было известно. К тому же он подавал в отставку, а мы ему в этом отказали».
В дискуссию вмешался Насер, который прервал обсуждение вопроса утверждением, что дело не в Халеде Мохи эд-Дине, а в Нагибе.
Вечером того же дня Нагиб был возвращён на пост президента, а Мохи эд-Дин остался членом СРК, но по совету своего двоюродного брата Закарии Мохи эд-Дина до 5 марта не появлялся в Каире.
- 8 марта 1954 года на пост премьер-министра после «12-дневного инцидента» был возвращён президент Мохаммед Нагиб.
- 25 марта 1954 года на заседании СРК Халед Мохи эд-Дин выступил в защиту решений от 5 марта о созыве Учредительного собрания и потребовал ввести новую структуру демократии[38]. После этого он сопровождал президента Нагиба и короля Саудовской Аравии Сауда в их поездке в Александрию. Там, опасаясь за свою безопасность, он задержался на несколько дней[38].
- 1 апреля Насер связался с Мохи эд-Дином[37], после чего тот вернулся в Каир и подал в отставку, которую Насер немедленно принял[38]. (Другой источник утверждает, что Мохи эд-Дин покинул состав СРК 9 марта 1954 года).
- 18 апреля 1954 — 36-летний Гамаль Абдель Насер назначен премьер-министром.
- 14 ноября 1954 года первый президент Мохаммед Нагиб, стремившийся возродить парламент и политические партии, а также ограничить роль армии в политической жизни страны, был отстранён от власти и помещён под домашний арест. Фактическим руководителем страны стал Гамаль Абдель Насер в должности премьер-министра.
- В 1954 году после неудачного покушения членов ассоциации «Братья-мусульмане» на Гамаля Абдель Насера деятельность «Братьев-мусульман» в Египте была запрещена, некоторые активисты были арестованы.

## Международные последствия
Изначально новое правительство сохраняло умеренные отношения со странами Запада, однако национализация Египтом Суэцкого канала привела к войне с Францией и Великобританией, а также Израилем (т. н. Суэцкий кризис). Это вызвало резкую критику как из Москвы, так и из Вашингтона. Тем не менее, позиция США объяснялась в основном нетерпимостью к самостоятельности союзников по НАТО в вопросах внешней политики, тогда как советское руководство видело в Египте мощного союзника и стремилось всеми способами поддержать Насера. Хрущёв даже пригрозил нанесением ядерных ударов по Парижу и Лондону. В итоге правительство Насера окончательно заручилось поддержкой Советского Союза.